# Třída Polar Sentinel
Třída Polar Sentinel (jinak též Polar Security Cutter) je perspektivní třída připravovaných těžkých ledoborců Pobřežní stráže Spojených států. Celkem je plánována stavba až tří jednotek. Mezi jejich úkoly bude zajištění operací v Arktidě, prosazovní práva, monitoring životního prostředí, nebo mise SAR. Dodání prvního ledoborce bylo původně plánováno na rok 2024.

## Stavba
Program stavby nové třídy těžkých ledoborců pro americkou pobřeží stráž původně nesl označení Heavy Polar Ice Breaker (HPIB). Soutěž na vývoj třídy Polar Sentinel byla vypsána v březnu 2018. Pobřežní stráž v té době provozovala pouze starý těžký ledoborec USCGC Polar Star z roku 1976, jehož údržba byla stále obtížnější a střední ledoborec USCGC Healy, přičemž pro své potřeby potřebovala alespoň tři těžké ledoborce. Akvizice nových plavidel proto znamená výrazné posílení schopností pobřežní stráže.
Kontrakt na vývoj a stavbu prototypového ledoborce získala v dubnu 2019 americká loděnice VT Halter Marine v Pascagoule ve státě Mississippi. Hodnota tohoto úvodního kontraktu je 745,9 milionů dolarů. Jeho součástí je opce na dvě sesterské lodě. V případě jejího využití hodnota kontraktu stoupne na 1,9 miliardy dolarů. Zahájení stavby prototypu bylo plánováno na rok 2021 a jeho přijetí do služby na rok 2024. Dodání druhé a třetí jednotky bylo původně odhadováno do roku 2027. V prosinci 2021 byla loděnici VT Halter Marine přidělena i stavba druhé jednotky. Roku 2022 loděnici VT Halter Marine koupila společnost Bollinger, která její provoz obnovila pod označením Bollinger Mississippi Shipbuilding.
Realizace programu Polar Security Cutter nabrala výrazné zpoždění, takže dodání prototypové jednotky je odhadováno na rok 2029, tedy o pět let později oproti původním plánům. V roce 2024 situaci pobřežní stráže zkomplikoval požár na ledoborci Haley. V prosinci 2024 proto zakoupila komerční ledoborec Aiviq, který bude po úpravách provozován jako USCGC Storis (WAGB-21). Pobřežní stráž přitom uvedla, že pro zajištění svých potřeb by potřebovala osm až devět polárních ledoborců.
Jednotky třída Polar Sentinel:
| Jméno          | Založení kýlu | Spuštěna | Vstup do služby | Status   |
| -------------- | ------------- | -------- | --------------- | -------- |
| Polar Sentinel |               |          |                 | objednán |
|                |               |          |                 | objednán |
|                |               |          |                 | plánován |

## Konstrukce
Návrh loděnice Bollinger Mississippi Shipbuilding vychází z německého ledoborce Polarstern II. Plavidlo bude schopné plout ledem silným více než dva metry. Na palubě budou kajuty pro 196 osob. Na zádi bude přistávací plocha a hangár pro vrtulníky. Vytrvalost plavidla bude 90 dnů. Pohonný systém bude diesel-elektrický, s diesely Caterpillar, azipody ABB a příďovým dokormidlovacím zařízením. Ledoborec může při rychlosti tři uzly nepřetržitě lámat led o tloušťce 1,8 metru. Najížděním a lámáním dokáže překonat led silný až šest metrů.